# Lester Ellis
Lester Ellis est un boxeur australien né le 15 mars 1965 à Blackpool, Angleterre.

## Carrière
Passé professionnel en 1983, il devient champion du monde des poids super-plumes IBF le 15 février 1985 après sa victoire aux points contre Hwan-Kil Yuh. Ellis conserve son titre face à Rod Sequenan puis perd contre son compatriote Barry Michael le 12 juillet 1985.